# Interpolation (Literatur)
Interpolation (von lateinisch interpolatio, zu interpolare „umgestalten, verfälschen, entstellen“) ist ein Fachbegriff der philologischen Textkritik und bezeichnet die in der Weitergabe eines Textes entstandene Erweiterung dieses Textes durch Wörter, Sätze oder Abschnitte von fremder Hand, die nicht zum originalen Textbestand oder Text der Vorlage gehören.
Den Urheber dieser Änderung bezeichnet man als Interpolator und den interpolierten (eingefügten) Text selbst ebenso wie den Vorgang der Einfügung als Interpolation.
Interpolationen können durch Versehen oder Nachlässigkeit entstehen, indem erklärende Zusätze wie Rand- oder Interlinearglossen bei der Abschrift in den Text übernommen werden und hierbei nicht mehr als Zusätze kenntlich bleiben. Oder sie entstehen durch gezielte Bearbeitung des vorgegebenen Textes. Dabei kann die Absicht sein, den Text für die aktuelle Rezeption besser verständlich zu machen oder ihn zu erweitern. Eine solche Erweiterung kann entweder an vorhandene Aussagen anknüpfen und den Text auf diese Weise ausbauen und jeweils fortschreiben – oder aber dem Zweck der Verfälschung dienen.
Zu den Aufgaben der philologischen Textkritik gehört die Klärung der Überlieferungsverhältnisse und die Wiederherstellung einer dem Original möglichst nahe kommenden Fassung. Durch kritische Analyse von Sprache, Stil und Inhalt können Interpolationen aufgedeckt werden. Dazu dient auch der Vergleich mit den übrigen Textzeugen, soweit vorhanden, oder mit anderen Quellen, die eine verdächtige Textstelle als nachträgliche Hinzufügung erweisen können.
Da es in der Antike und auch lange danach keinen spezifischen Rechtsschutz geistigen Eigentums gab, konnten überarbeitete Texte, deren Veränderungen äußerlich zumeist nicht kenntlich gemacht wurden, als Schöpfung des Urhebers des Originalwerkes missdeutet werden, wobei der Urheber der Abänderungen im Verborgenen blieb. Große Bedeutung hatte dies für die erst sehr spät einsetzende Interpolationenforschung an den römischen Rechtsquellen. Der Aufgabe der Interpolationskritik am Corpus iuris civilis, Hauptquelle der romanistischen Forschung, stellten sich in Deutschland als erste und umfassend Otto Lenel, Otto Gradenwitz und Fridolin Eisele.